# Марки
Ма̀рки (на полски: Marki) е град в Полша, Мазовско войводство, Воломински окръг. Обособен е в самостоятелна градска община с площ 26,15 км2. Част е от Варшавската агломерация.

## География
Градът се намира в историческата област Мазовия. Разположен е на 13 километра североизточно от центъра на Варшава, на 4 километра северно от Зомбки и на 5 километра северозападно от Жельонка.

## История
За пръв път селището е споменато в писмен източник през 1601 година. На 1 януари 1967 година получава градски права. В периода 1975 – 1998 година е част от Варшавското войводство.

## Население
Населението на града възлиза на 26 753 души (2010). Гъстотата е 1023,06 души/км2.